# Sete
O sete (7, em algarismo arábico e VII em algarismo romano) é o número natural que segue o seis e precede o oito. É o quarto número primo, precedendo o onze. Um polígono de 7 lados recebe o nome de heptágono.
Pode ser escrito de forma única como a soma de dois números primos: {\displaystyle 7=2+5}

## Arte
Em 1911, Ricciotto Canudo estabeleceu o "Manifesto das Sete Artes", que seria publicado apenas em 1923, e, nele listou, pela primeira vez, o Cinema como a "sétima arte". Antecedendo-o há a Música, a Pintura, a Escultura, a Arquitetura, a Literatura e a Dança.

### Arquitetura
As sete maravilhas do mundo antigo:
- Pirâmides de Gizé
- Jardins suspensos da Babilónia
- Farol de Alexandria
- Colosso de Rodes
- Mausoléu de Halicarnasso
- Estátua de Zeus em Olímpia
- Templo de Ártemis em Éfeso

As sete maravilhas do mundo moderno foram anunciadas a 7 de Julho de 2007 (07/07/07) no Estádio da Luz, Lisboa:
- Machu Picchu
- Taj Mahal
- Chichén Itzá
- Cristo Redentor
- Grande Muralha da China
- Ruínas de Petra
- Coliseu de Roma

Adicionalmente, há o Castelo de Sete Torres na Constantinopla.

## Filosofia
Os sete sábios da Grécia são Tales de Mileto, Bias, Cléobulo, Periandro, Quilon, Pitaco  e Sólon. A filosofia lista ainda sete virtudes humanas:
- Esperança
- Fortaleza
- Prudência
- Amor
- Justiça
- Temperança
- Fé

## Religião
É um número de importância extrema para o Judaísmo, visto que muitos elementos do sentido originário do Criacionismo Hebraico se relacionam com o número sete e com ciclos de sete. O Shabat é o sétimo dia da semana. Guardar o Shabat é uma mitsvá ordenada ao povo de Israel em homenagem ao sétimo dia da Criação. Existe também o Menorá, um candelabro com sete braços que é simbólico para o Judaísmo.

## Ciência
Sete Propriedades da Matéria:
1. Inércia
2. Massa
3. Extensão
4. Impenetrabilidade
5. Divisibilidade
6. Compressibilidade e elasticidade (expansibilidade)
7. Descontinuidade

## Sete na cultura popular
Existem várias listas que, arbitrariamente, são compostas por sete elementos:
- Os pecados capitais são quantificados, de acordo com a Igreja Católica, em sete:
  - Vaidade (orgulho)
  - Avareza (ganância)
  - Ira
  - Preguiça
  - Luxúria
  - Inveja
  - Gula

- Em oposição, há sete "virtudes divinas":
  - Castidade
  - Generosidade
  - Temperança
  - Diligência
  - Paciência
  - Caridade
  - Humildade

- Expressão popular: "fechado a sete chaves" e "debaixo de sete palmos".
- Sete são as notas da escala diatônica.
- As sete cores escolhidas arbitrariamente do arco-íris (na realidade o arco-íris tem infinitas cores):
  - Vermelho
  - Laranja
  - Amarelo
  - Verde
  - Azul
  - Anil
  - Violeta
- O carnaval ocorre sempre 7 (sete) domingos antes do domingo de Páscoa.
- Há sete cores no arco-íris: vermelho, laranja, amarelo, verde, azul-claro, azul-escuro e violeta.
- Sete cabeças da Hidra de Lerna;
- Há sete chakras metafísicos
- São sete os dias da semana.
- Diz-se que, quando fazemos diabruras ou desatinos, estamos a pintar o sete.
- Na sueca a carta 7 não é padrão como as outras;
- No dominó jogamos com sete pedras na mão;
- A Branca de Neve e os Sete Anões: Atchim, Soneca, Zangado, Feliz, Dengoso, Mestre e Dunga.
- As botas de sete léguas
- Os sete irmãos do Pequeno Polegar
- O gato tem sete vidas
- Os sete fantasmas da torre
- A independência brasileira aconteceu no dia sete
- Lenda das Sete Cidades, ilha lendária dos Açores.[5]
- Os sete mares:[6]
  - Mar Mediterrâneo;
  - Mar Adriático;
  - Mar Negro;
  - Mar Vermelho, incluindo o Mar Morto e o Mar da Galileia;
  - Mar Arábico;
  - Golfo Pérsico;
  - Mar Cáspio.
- As sete colinas de Roma:
  - Capitolino;
  - Quirinal;
  - Viminal;
  - Esquilino;
  - Célio;
  - Aventino;
  - Palatino.
- As Sete Colinas de Lisboa
- Os sete sacramentos: 
  - Batismo
  - Confirmação
  - Eucaristia
  - Sacerdócio
  - Penitência
  - Extrema-unção
  - Matrimônio
- As sete igrejas da antiguidade: 
  - Tiatira
  - Éfeso
  - Esmirna
  - Laodiceia
  - Filadélfia
  - Pérgamo
  - Sardes
- Há sete notas musicais:
  - Dó
  - Ré
  - Mi
  - Fá
  - Sol
  - Lá
  - Si
- A resposta para a a vida, o universo e tudo mais:
  - 7•7-7= 42 (Ver The Hitchhiker's Guide to the Galaxy)
- Na serie O Senhor dos Anéis foram dados 7 anéis para os Senhores Anões
- O número 7 (sete) representa o universo e o 10 o além do universo pois se somar 3 (Pai, Filho, e Espirito Santo) e igual a 10
- Os sete livros da saga Harry Potter, bem como as sete Horcruxes (fragmentos da alma do vilão da série):
  - Harry Potter e a Pedra Filosofal
  - Harry Potter e a Câmara Secreta
  - Harry Potter e o Prisioneiro de Azkaban
  - Harry Potter e o Cálice de Fogo
  - Harry Potter e a Ordem da Fênix
  - Harry Potter e o Enigma do Príncipe
  - Harry Potter e as Relíquias da Morte
- Sete é o número de Power Rangers.
- As sete esferas do dragão, na série Dragon Ball.
- No Evangelho segundo Mateus:[7]
  - são sete as petições na oração do Pai Nosso em Mateus 6:9–15;
  - a genealogia de Jesus é apresentada em três vezes catorze (duas vezes sete) gerações (cf. Mateus 1:17);
  - são sete as bem-aventuranças apresentadas em Mateus 5:3–11;
  - são sete as Parábolas de Jesus apresentadas em {Mateus 13;
  - existe o dever de perdoar setenta vezes sete (cf. Mateus 18:22);
  - são sete as maldições contra os fariseus apresentadas em Mateus 23:13–36.
- Os Sete Monstrinhos